# Championnat de Chine de football 1998
Navigation
Saison 1997 Saison 1999
La saison 1998 du Championnat de Chine de football est la 39e édition de la première division chinoise. Les quatorze meilleures équipes du pays sont regroupées au sein d'une poule unique, où tous les clubs s'affrontent en matchs aller et retour. À la fin du championnat, les deux derniers du classement sont relégués et remplacés par les deux meilleurs clubs de deuxième division.
C'est le club de Dalian Wanda, tenant du titre, qui remporte à nouveau la compétition après avoir terminé en tête du classement final, avec dix-sept points d'avance sur Shanghai Shenhua et dix-neuf sur Beijing Guoan. C'est le quatrième titre de champion de Chine de l'histoire du club.

## Les clubs participants
| - Shandong Luneng - Shanghai Shenhua - Beijing Guoan - Dalian Wanda - August 1st - Guangzhou Songri - Promu de D2 - Wuhan Hongjinlong - Promu de D2 | - Sichuan Quanxing - Shenzhen Ping'an - Promu de D2 - Guangzhou Apollo - Shenyang Haishi - Promu de D2 - Qingdao Yizhong Hainiu - Qianwei Huandao - Yanbian Aodong |

## Compétition
Le barème de points servant à établir les classements se décompose ainsi :
- Victoire : 3 points
- Match nul : 1 point
- Défaite : 0 point

### Classement
| Rang | Équipe                 | Pts | J  | G  | N  | P  | Bp | Bc | Diff |
| ---- | ---------------------- | --- | -- | -- | -- | -- | -- | -- | ---- |
| 1    | Dalian WandaT          | 62  | 26 | 19 | 5  | 2  | 64 | 16 | +48  |
| 2    | Shanghai ShenhuaC      | 45  | 26 | 11 | 12 | 3  | 43 | 23 | +20  |
| 3    | Beijing Guoan          | 43  | 26 | 10 | 13 | 3  | 32 | 19 | +13  |
| 4    | Guangzhou SongriP      | 36  | 26 | 10 | 6  | 10 | 23 | 33 | -10  |
| 5    | Sichuan Quanxing       | 34  | 26 | 8  | 10 | 8  | 32 | 34 | -2   |
| 6    | Qingdao Yizhong Hainiu | 32  | 26 | 8  | 8  | 10 | 24 | 30 | -6   |
| 7    | Qianwei Huandao        | 32  | 26 | 8  | 8  | 10 | 29 | 29 | 0    |
| 8    | Wuhan HongjinlongP     | 32  | 26 | 8  | 8  | 10 | 26 | 33 | -7   |
| 9    | Shandong Luneng        | 32  | 26 | 8  | 8  | 10 | 39 | 40 | -1   |
| 10   | Shenyang HaishiP       | 31  | 26 | 7  | 10 | 9  | 19 | 28 | -9   |
| 11   | Yanbian Aodong         | 31  | 26 | 9  | 4  | 13 | 25 | 31 | -6   |
| 12   | Shenzhen Ping'anP      | 30  | 26 | 7  | 9  | 10 | 29 | 43 | -14  |
| 13   | August 1st             | 29  | 26 | 8  | 5  | 13 | 27 | 37 | -10  |
| 14   | Guangzhou Apollo       | 20  | 26 | 4  | 8  | 14 | 25 | 41 | -16  |

|  | Qualification pour la Coupe d'Asie des clubs champions 1999-2000                 |
|  | Qualification pour la Coupe d'Asie des vainqueurs de coupe de football 1999-2000 |
|  | Relégation directe en deuxième division                                          |
|  | T: Tenant du titre C: Vainqueur de la Coupe de Chine P: promu de D2              |

## Bilan de la saison
| Championnat de Chine de football 1998      |                         |
| Champion                                   | Dalian Wanda (4e titre) |
| Coupes et trophées                         |                         |
| Vainqueur de la Coupe de Chine 1998        | Shanghai Shenhua        |
| Qualifications continentales               |                         |
| Coupe d'Asie des clubs champions 1999-2000 | Dalian Wanda            |
| Coupe des Coupes 1999-2000                 | Shanghai Shenhua        |
| Promotions et relégations                  |                         |
| Promus en Jia-A League                     | Tianjin TEDA            |
| Promus en Jia-A League                     | Liaoning Tianlun        |
| Relégués en China League                   | August 1st              |
| Relégués en China League                   | Guangzhou Apollo        |